# Aderus argentatus
Aderus argentatus é uma espécie de coleóptero (escaravelho) da família Aderidae. Foi descrita cientificamente por George Charles Champion em 1890.

## Distribuição geográfica
Habita no México  e Guatemala.